# Kútbörtön
A kútbörtön fogva tartás céljára használt kiszáradt ásott kút vagy olyan, eleve börtönnek készült, általában tégla- vagy terméskő boltozattal és földdel fedett építmény, amely egy ásott kutat és köpenyének talajvíz feletti, kibővülő részénél egy vagy több cellát foglal magában.

## Kútbörtönök abibliaiDóthántól arábaköziEgyedközségig
Az első kútbörtön talán a bibliai Józsefé volt, akit fivérei – mert irigyelték tőle álmait, s azt, hogy atyjuk, Jákob „minden fiánál inkább szereti vala Józsefet, mivelhogy vén korában nemzette vala őt” – egy kiszáradt kútba dobtak Dóthánban, majd amikor kereskedőkaraván haladt át a vidéken, „kivonák és felhozák Józsefet a kútból, és eladák Józsefet az Ismáelitáknak húsz ezüstpénzen: azok pedig elvivék Józsefet Égyiptomba”.
Ószövetségből Újszövetségbe: a keresztény hagyomány szerint Pál apostol – kivégzése előtt – Kr. u. 66-ban a római Tullianum börtön föld alatti részéből írta Timóteushoz szóló második levelét: "Emlékezzél meg, hogy Jézus Krisztus feltámadott a halálból, ki a Dávid magvából való az én evangyéliomom szerint: A melyért mint egy gonosztevő, szenvedek mind a fogságig; de az Istennek beszéde nincs bilincsbe verve."
Kútbörtönöknek, kutaknak (pozzi) hívták a velencei Dózse-palota börtönének földszinti celláit is, bár ezek természetesen nem egy ásott kút körül helyezkedtek el.
Franciaországban oubliette-nek hívták a kútbörtönt – azt sugallva ezzel, hogy akit oda egyszer lebocsátottak, azt ott is felejtették (oublier = elfelejteni). A valóság azért nem volt ily sötét: a bibliai József testvéreinek példáját általában abban is követték, hogy megfelelő váltságdíj ellenében szívesen felhozták a kútból az értékes foglyokat. Az ismertebb francia kútbörtönmaradványok a párizsi Bastille-ban, Pierrefonds (itt a híres építész, Eugène Viollet-le-Duc rekonstruálta), l'Herm és Rouffignac-Saint-Cernin-de-Reilhac kastélyaiban, valamint a Blaye-ben lévő citadellában találhatók.
A kútbörtön a magyar várakban, főúri kastélyokban sem volt ismeretlen. Az erdélyi Bálványosvár kútbörtönéről érdekes leírás olvasható például az azt feltáró Ferenczi Sándor régész Barangolás Háromszék vármegye régi váraiban c. kéziratban maradt művében. A Rábaközben, Egyed községben, ahol a XVIII. század közepétől a XIX. század végéig egy barokk Festetics-kastély állt a jelenlegi neogótikus kastély helyén, a kastélyparkban egészen a második világháború végéig megvolt a hajdani többcellás, téglából épült, de terméskő boltozattal és vastag földréteggel fedett kútbörtön. (A földosztás után a parcella új tulajdonosa elbontotta és betemette, a Nagykút téglájából több, a háború aknatüzében megrongálódott lakóház, istálló és pajta épült újjá a faluban...)

## Kútbörtönök a szépirodalomban
- Gótikus és historizáló regények és versek szívesen használták fel a várbörtönök és a kútbörtönök nyomasztó hangulatát.[m 3]
- Edgar Allan Poe: A kút és az inga c. novellája.